# Mairie de Montrouge (métro de Paris)
Mairie de Montrouge est une station de la ligne 4 du métro de Paris, située à Montrouge, au sud de Paris. Ouverte le 23 mars 2013, elle était, jusqu'au 13 janvier 2022 (lors du prolongement de la ligne à Bagneux), le terminus sud de cette ligne et la 302e station du métro de Paris.

## Situation
La station est située à Montrouge sous l'avenue de la République, entre la rue Gabriel-Péri et la place du Maréchal-Leclerc.

## Histoire

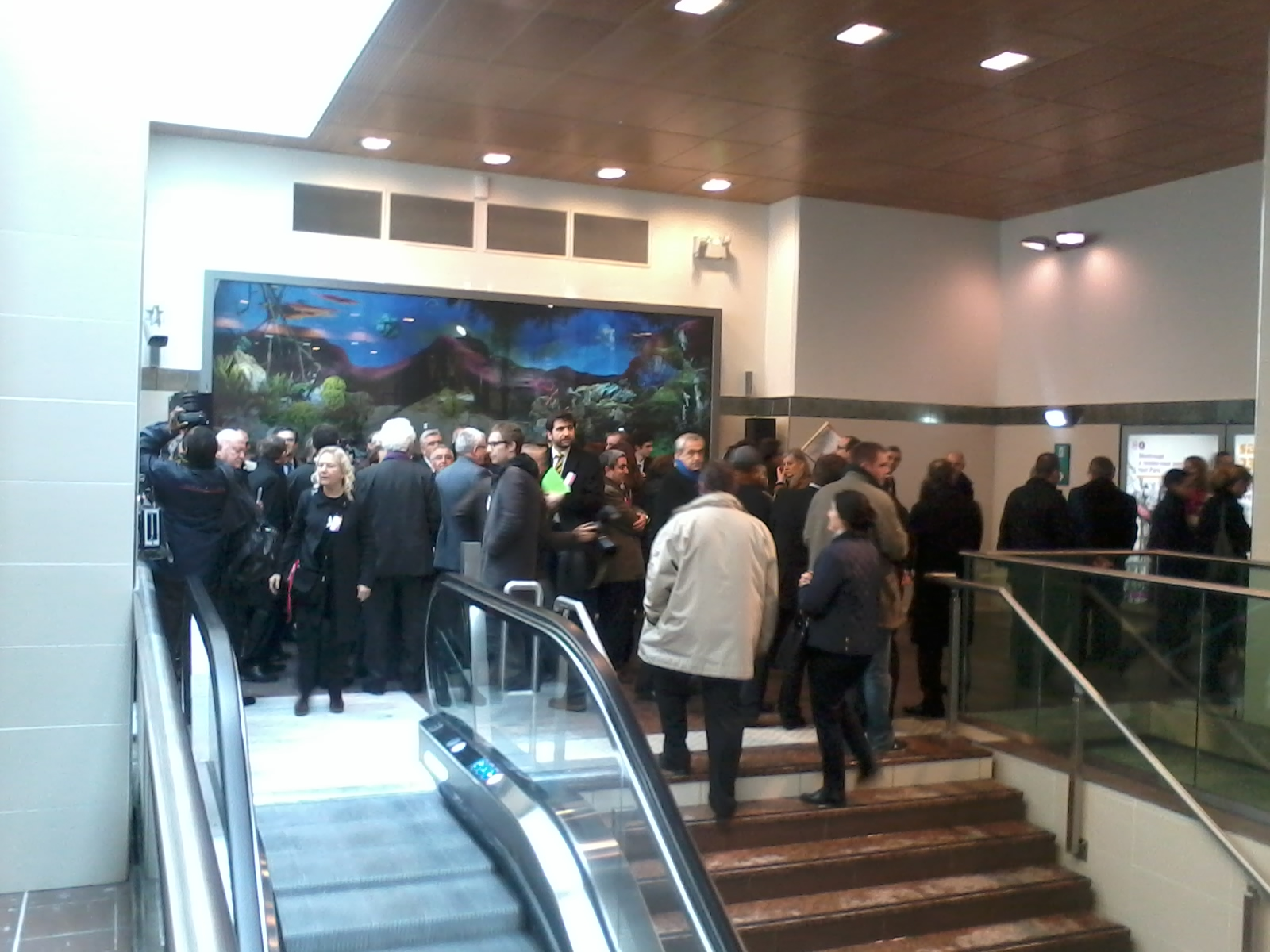
La salle des billets le jour de l'inauguration.

L'ouverture de Mairie de Montrouge, qui intervient le 23 mars 2013,, constitue la première étape d'une extension de la ligne 4 jusqu'à Bagneux, qui est envisagée depuis 1929 selon un parcours différent. En 2004, le coût de ce premier tronçon a été évalué à 152 millions d'euros pour une longueur de 780 mètres.
Le 13 janvier 2022, la ligne atteint Barbara entre le cimetière de Bagneux et le fort de Montrouge, puis le terminus Bagneux - Lucie Aubrac au nord de cette commune.
La ligne devrait permettre à 37 000 voyageurs par jour d'avoir un accès direct au réseau métropolitain. Aux heures de pointe, 4 700 entrants ou sortants sont attendus.
De 2015 à 2020, selon les estimations de la RATP, la fréquentation annuelle de la station s'élève aux nombres indiqués dans le tableau ci-dessous.
| Fréquentation | 2015      | 2016      | 2017      | 2018      | 2019      | 2020      | 2021      |
| ------------- | --------- | --------- | --------- | --------- | --------- | --------- | --------- |
| Voyageurs     | 5 757 464 | 6 164 559 | 6 786 852 | 7 081 319 | 6 849 601 | 4 316 647 | 3 456 791 |

### Inauguration

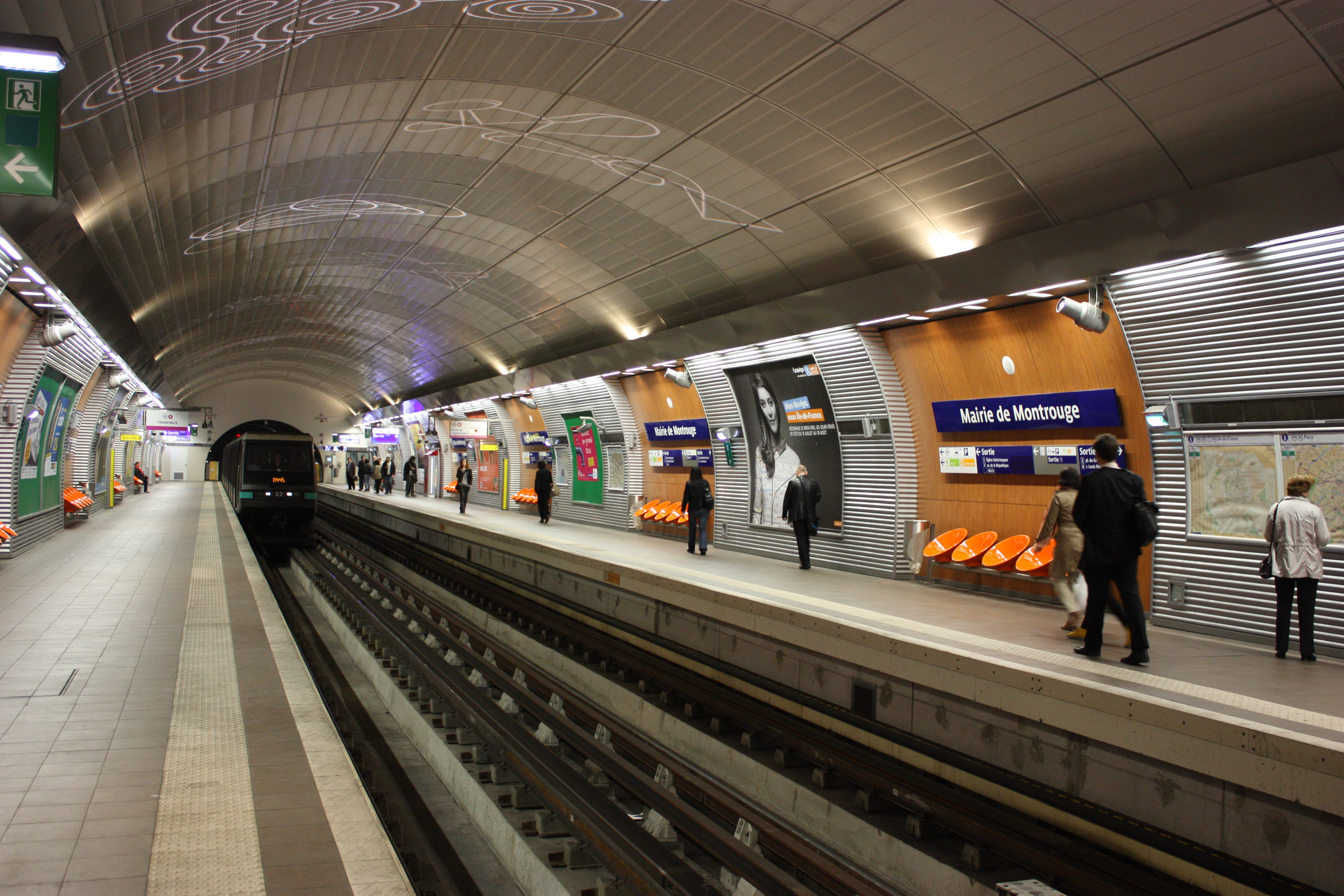
La station lors de son ouverture, en 2013.

La station est inaugurée le 23 mars 2013 par Frédéric Cuvillier, ministre délégué chargé des Transports et de l'Économie maritime, Jean-Paul Huchon, président du conseil régional d'Île-de-France et président du Syndicat des transports d'Île-de-France (STIF), Patrick Devedjian, président du conseil général des Hauts-de-Seine, Jean-Loup Metton, maire de Montrouge, et Pierre Mongin, président-directeur général de la RATP. La station, la 302e du métro parisien, a été mise en service le même jour.

## Services

### Accès
La station possède six accès :
- l'accès no 1 « Église Saint-Jacques » ;
- l'accès no 2 « Avenue de la République - Mairie » ;
- l'accès no 3 « Place Émile Cresp - Le Beffroi » ouvert en 2014[3] ;
- l'accès no 4 « Rue Gabriel Péri » ouvert en 2014[3] ;
- l'accès no 5 « Place du Général Leclerc » ;
- l'accès no 6 « Rue Louis Rolland ».

Accès à la station
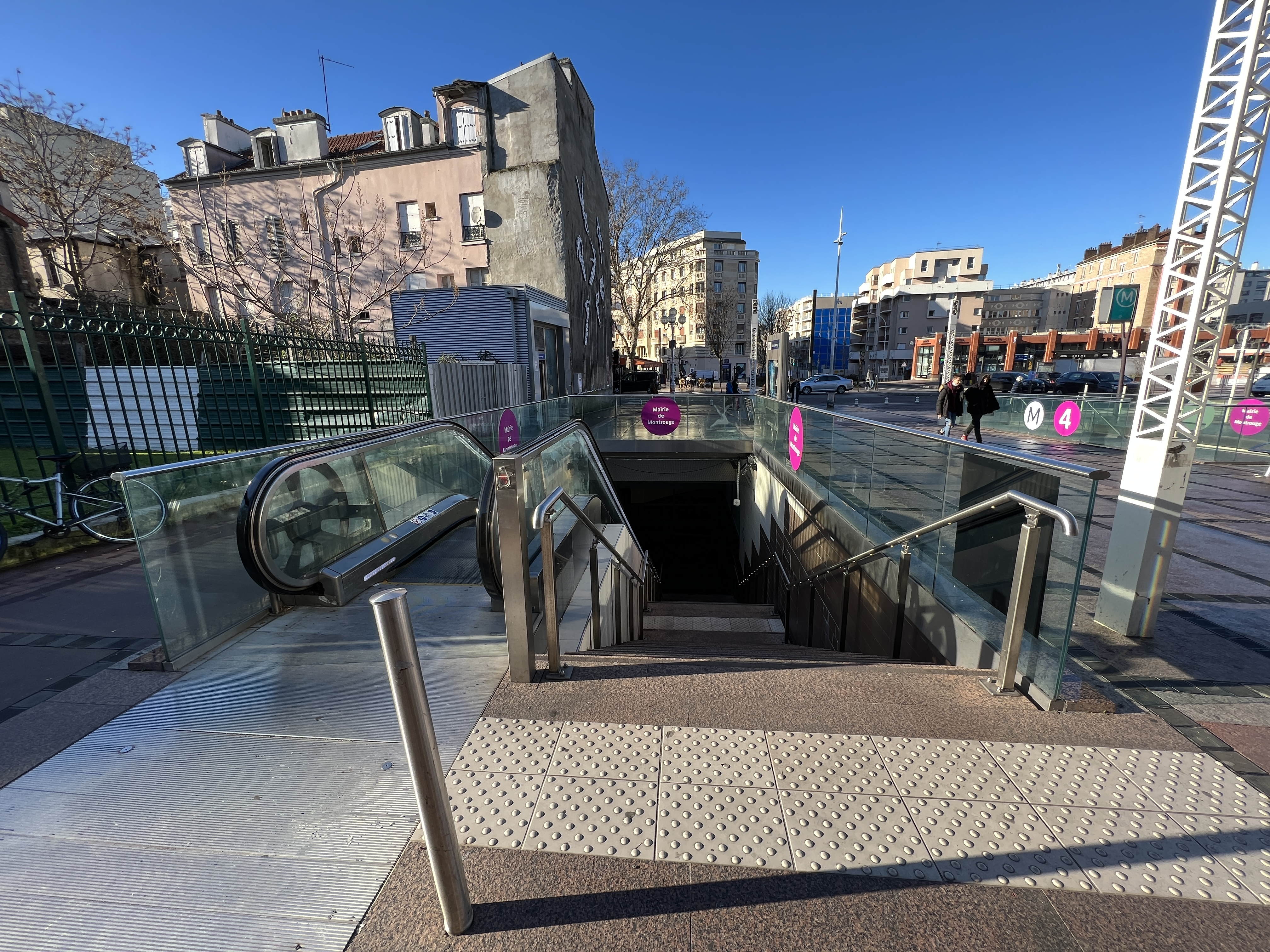
L'accès no 1 « Église Saint-Jacques ».
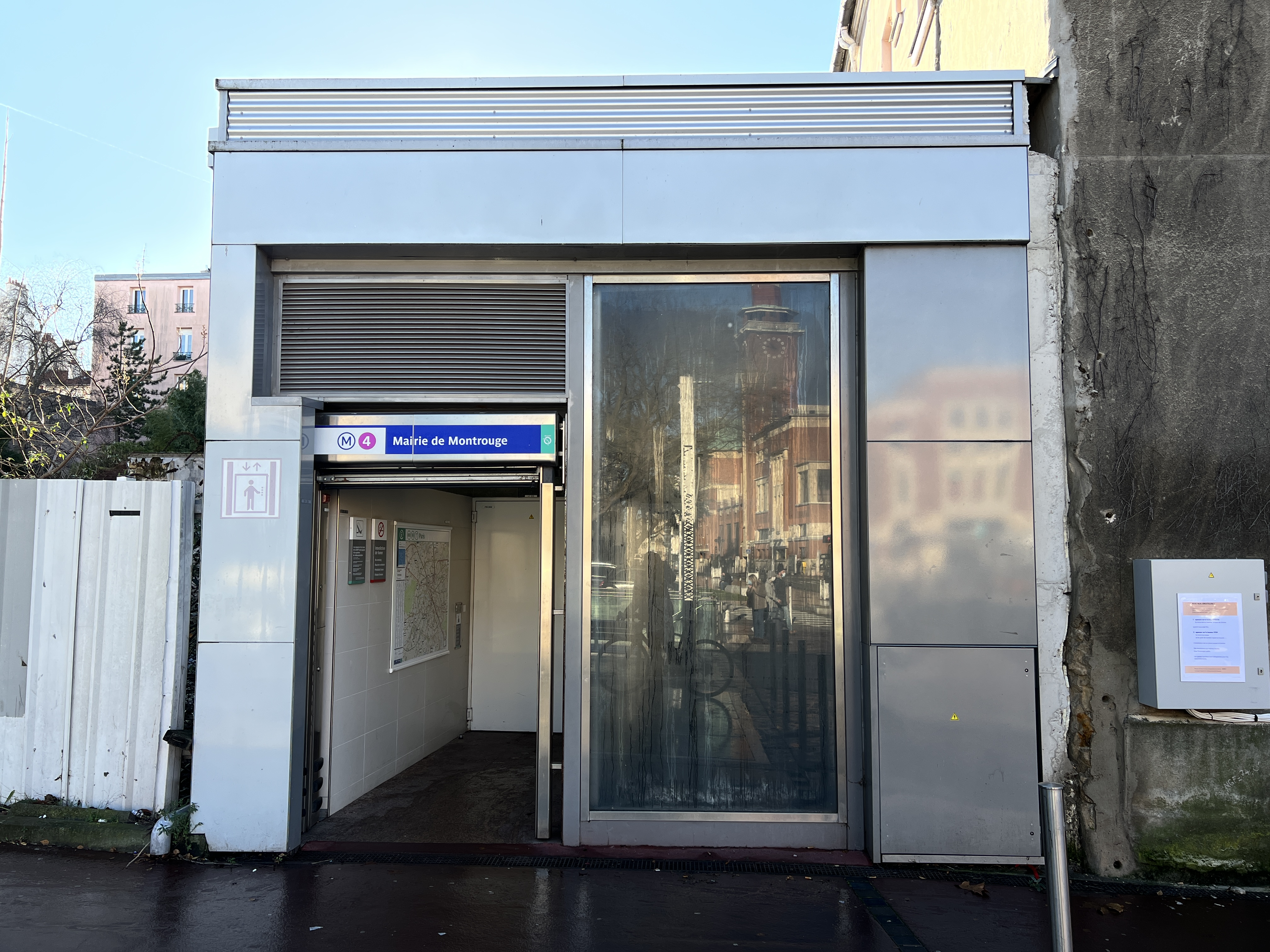
Ascenseur de l'accès no 1.
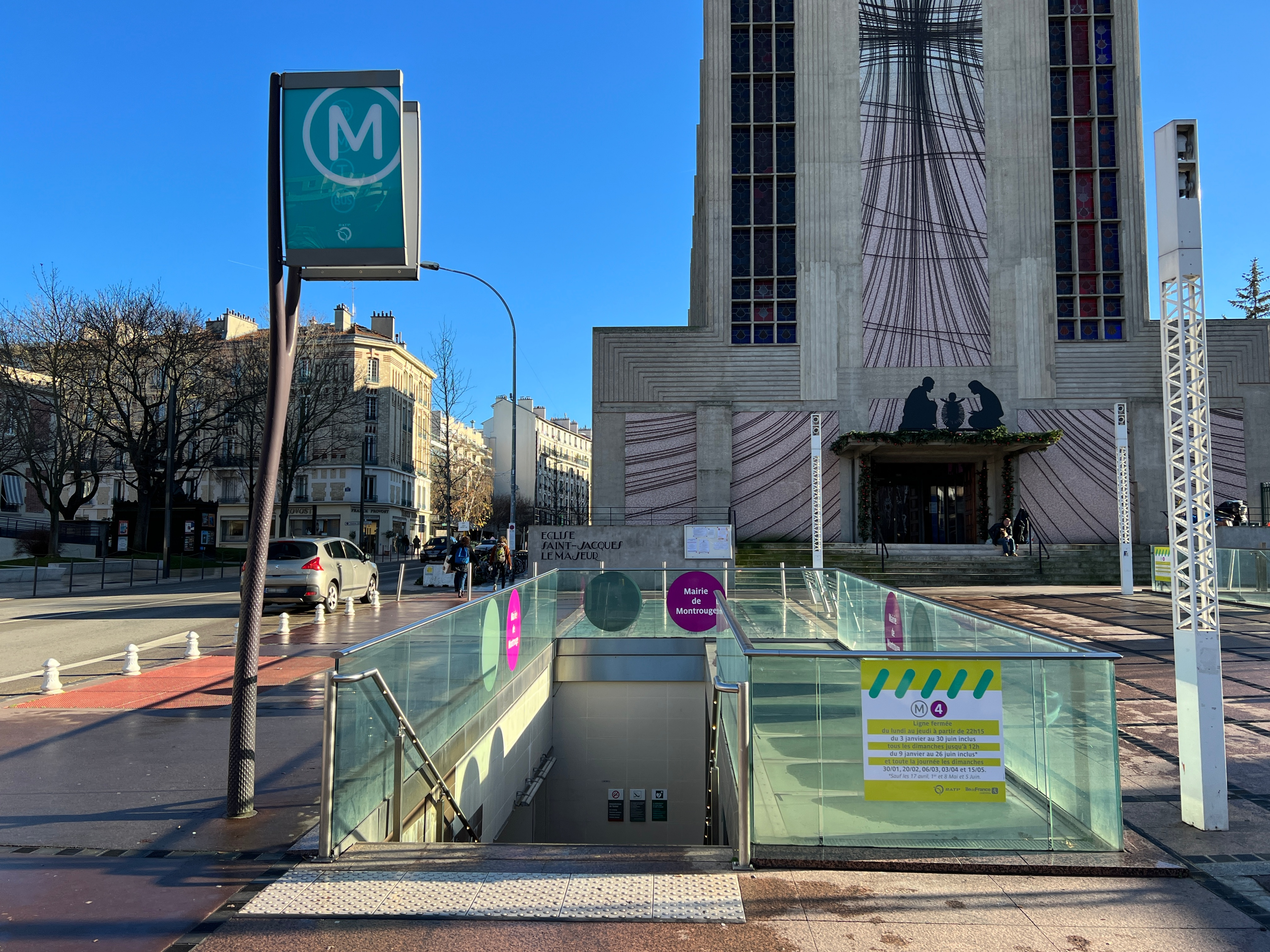
L'accès no 2 « Avenue de la République ».
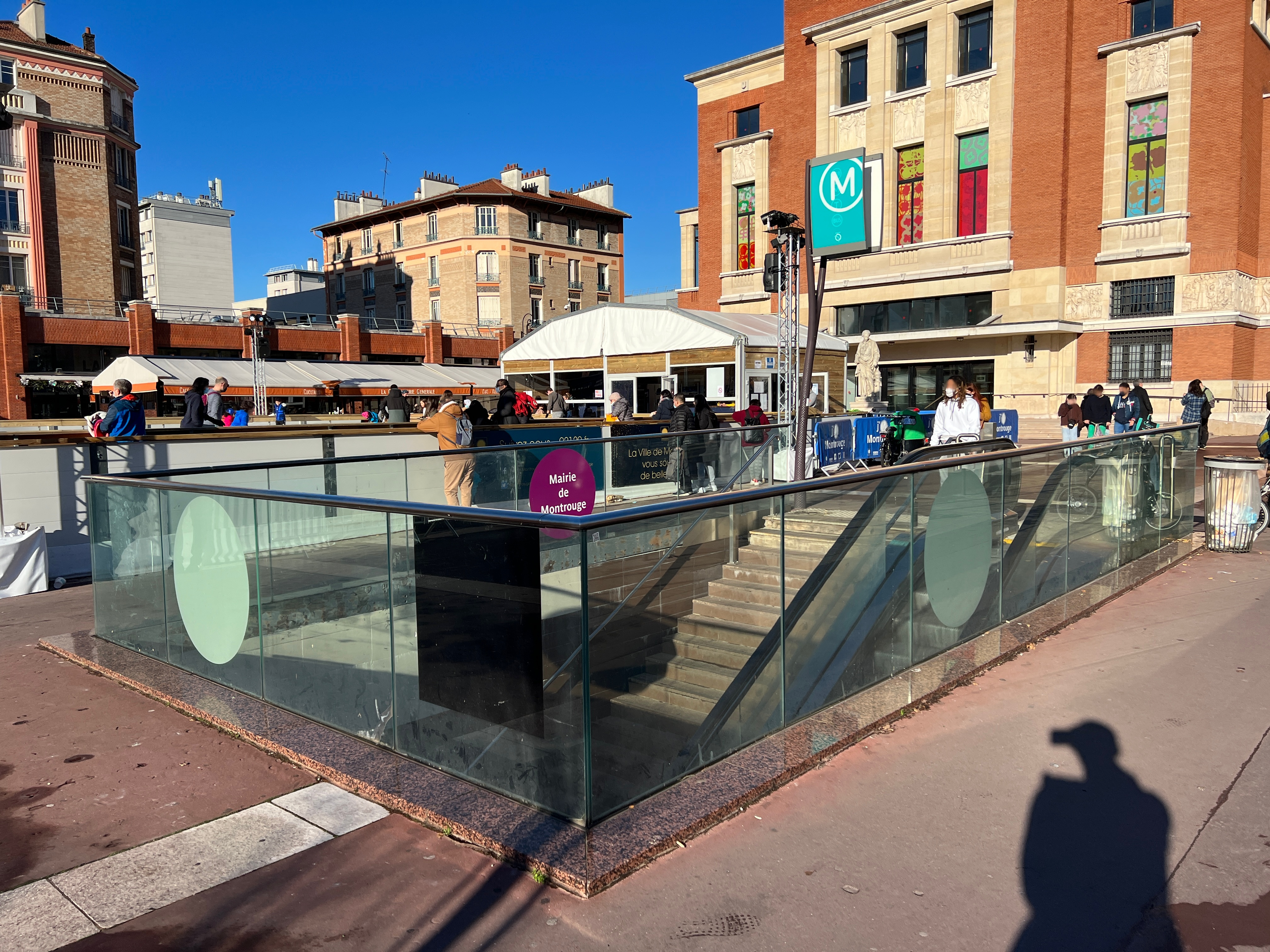
L'accès no 3 « Place Émile Cresp ».
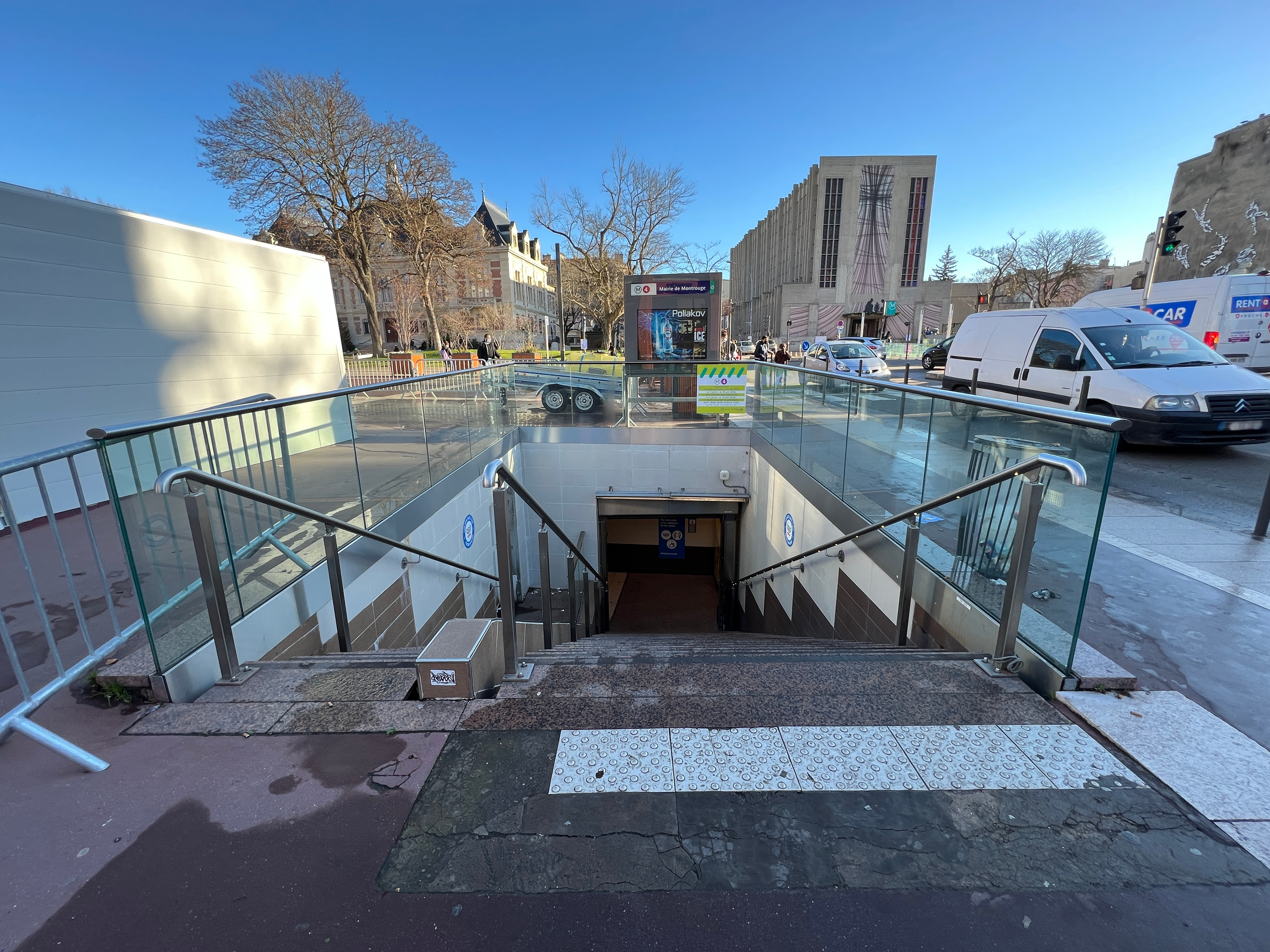
L'accès no 4 « Rue Gabriel Péri ».
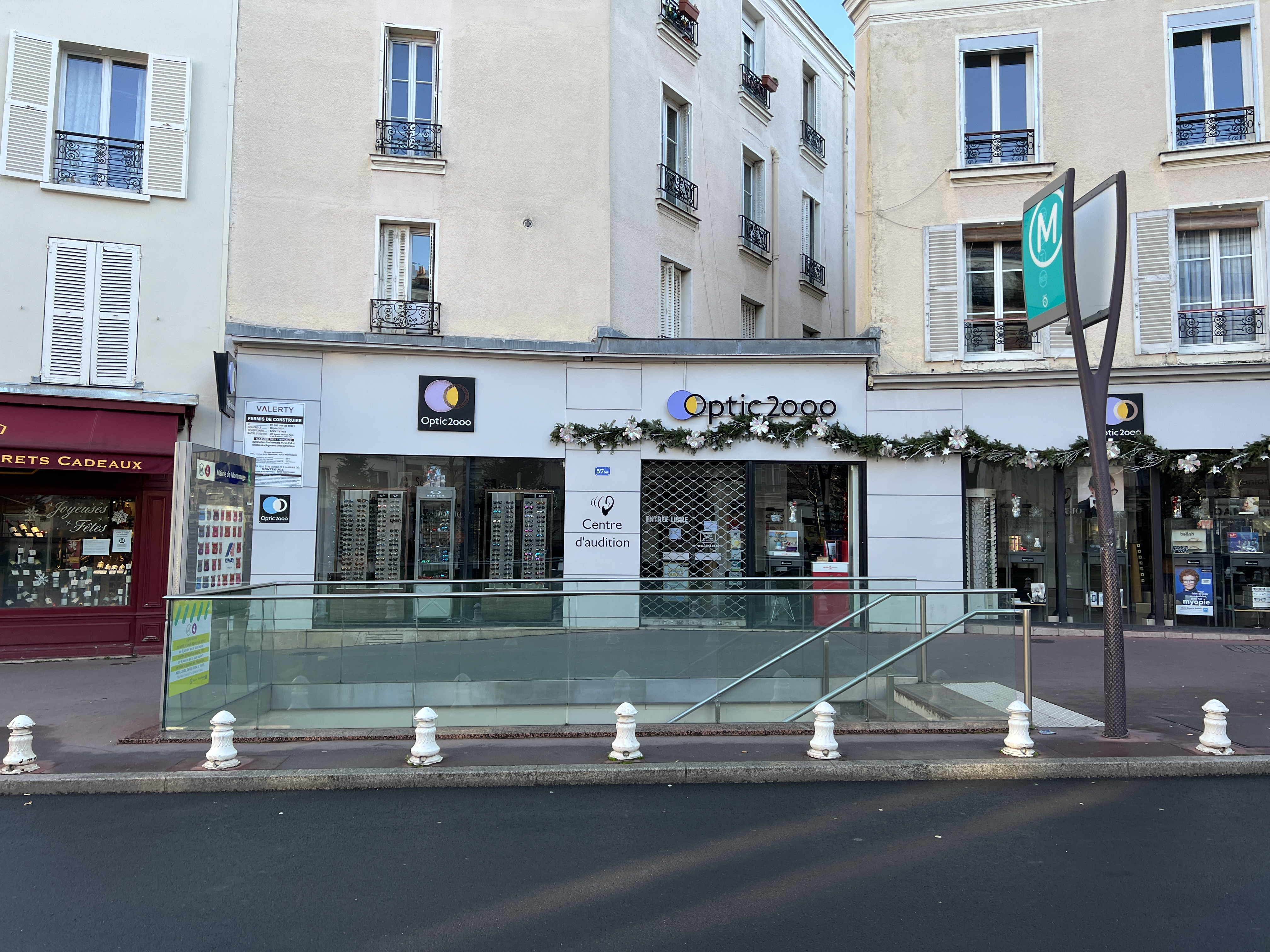
L'accès no 5 « Place du Général Leclerc ».
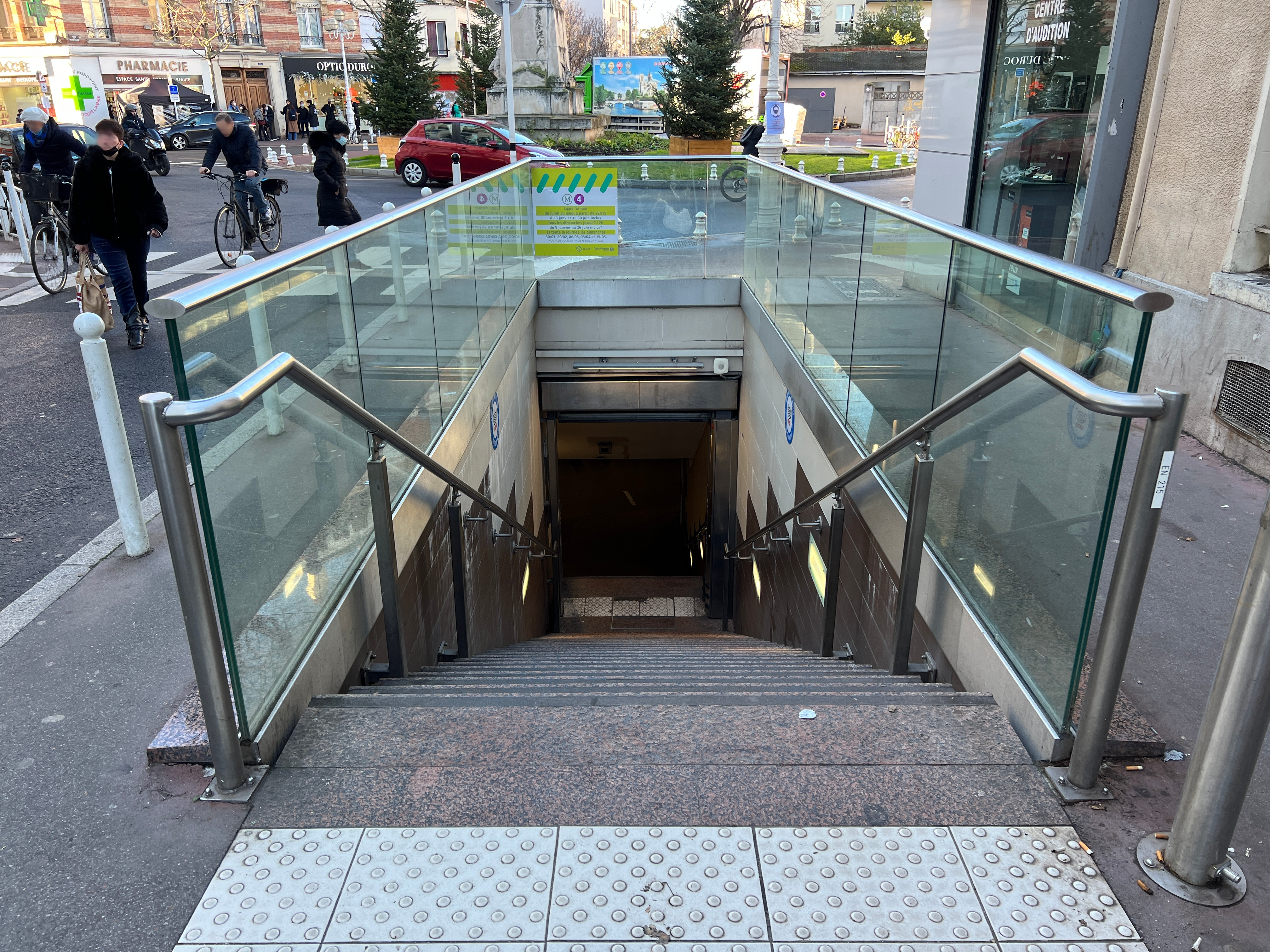
L'accès no 6 « Rue Louis Rolland ».

### Quais
Mairie de Montrouge est une station de configuration standard : elle possède deux quais séparés par les voies du métro et la voûte est elliptique (cas rare pour les stations édifiées ces dernières décennies). La décoration est contemporaine et varie les matériaux, avec des piédroits recouverts d'une alternance de panneaux de bois et de carrossages métalliques argentés auxquels sont incorporés les cadres publicitaires, ainsi qu'une couverture grise sur la voûte et des tympans peints en blanc. L'éclairage est semi-direct et le nom de la station est inscrit en police de caractères Parisine sur plaques émaillées. Les quais, carrelés en gris anthracite, sont équipés de sièges « Akiko » de couleur orange.
Dans le cadre de l'automatisation de la ligne 4, les quais de la station sont entièrement équipés de portes palières depuis mai 2020.

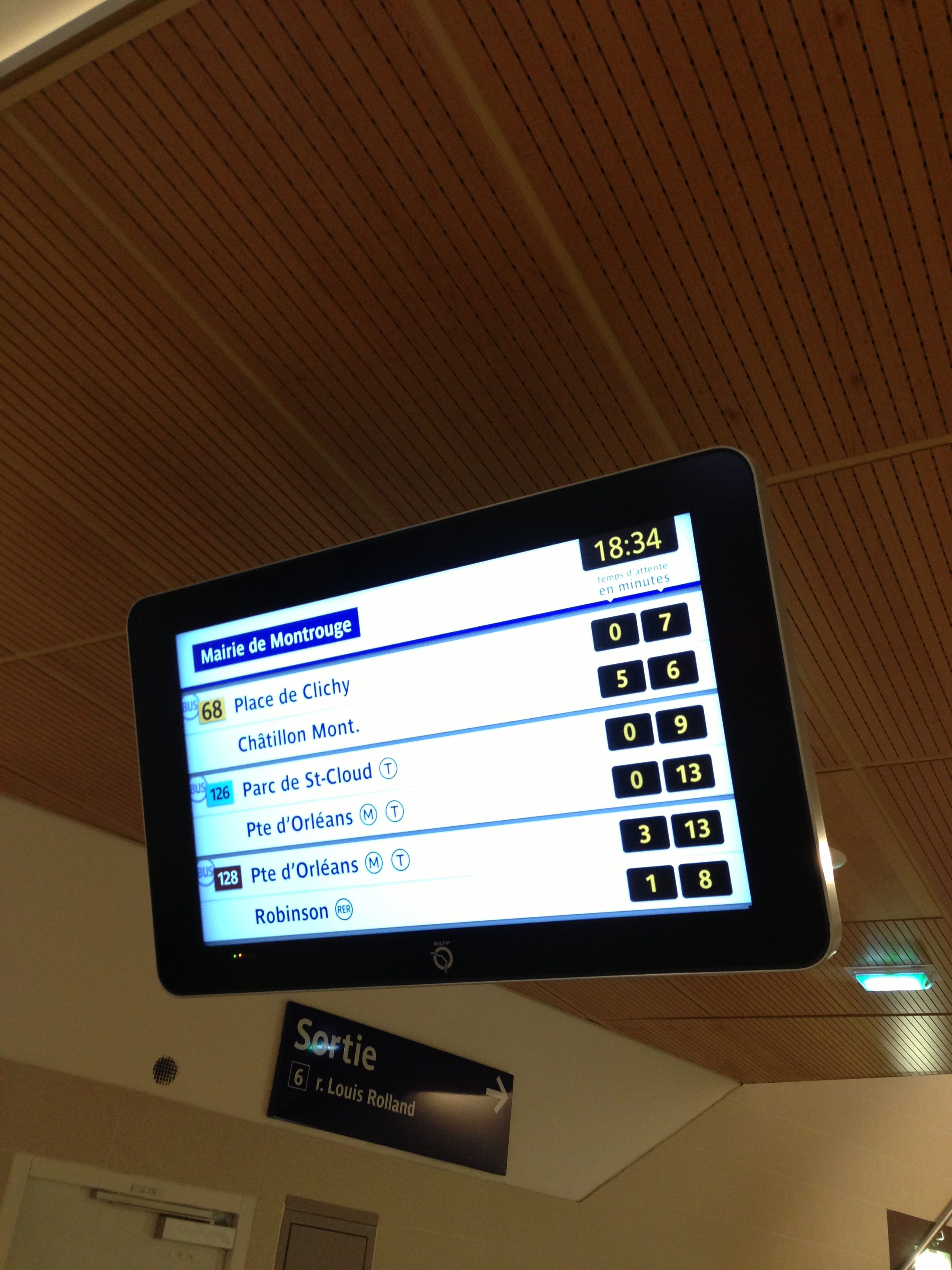
Écran d'information multimodal de type IMAGE dans la station.

### Aménagement culturel
La station accueille une œuvre d'Hugues Reip,, tant dans les couloirs que sur les quais.

### Intermodalité
La station est desservie par les lignes 68, 126 et 128 du réseau de bus RATP, par la ligne Montbus du réseau de bus Vallée Sud Bus et la ligne 7805 du réseau de bus Île-de-France Ouest.

## À proximité
La mairie de Montrouge, le beffroi de Montrouge, qui est un centre culturel et de congrès, ainsi que l'église Saint-Jacques-le-Majeur se trouvent à proximité immédiate de la station.